# Ocymyrmex flavescens
Ocymyrmex flavescens är en myrart som beskrevs av Hermann Stitz 1923. Ocymyrmex flavescens ingår i släktet Ocymyrmex och familjen myror. Inga underarter finns listade i Catalogue of Life.